# Alfredo Reichlin
Alfredo Reichlin (Barletta, 26 maggio 1925 – Roma, 21 marzo 2017) è stato un politico e partigiano italiano.

## Biografia

Alfredo Reichlin (primo da sinistra in alto) fra i gappisti romani nel 1944

Figlio di Pietro Reichlin ed Elisabetta Lauro, all'età di cinque anni Alfredo Reichlin si trasferì a Roma, dove il padre esercitò la professione d'avvocato non proseguendo l'attività industriale iniziata in Puglia dal nonno svizzero di Alfredo.
Nella capitale partecipò alla Resistenza con le Brigate Garibaldi, facendo parte dei GAP.
Catturato dai fascisti fu provvidenzialmente liberato dall'intervento del futuro giornalista de L'Unità Arminio Savioli.
Ottenuta la maturità classica al Liceo ginnasio Torquato Tasso, nel 1946 si iscrisse al Partito Comunista Italiano, di cui fu uno dei dirigenti più importanti per circa trent'anni. Allievo di Palmiro Togliatti, fu vicesegretario della Federazione Giovanile Comunista Italiana e nel 1955 entrò ne l'Unità, di cui dopo un anno diventò vice-direttore. Promosso a direttore nel 1958, negli anni sessanta si avvicinò alle posizioni di Pietro Ingrao, le più a sinistra nel partito.
Quando l'attrito tra Togliatti e la corrente di Ingrao divenne inconciliabile, Reichlin fu allontanato dai quadri de l'Unità per far spazio alla nuova direzione di Mario Alicata.

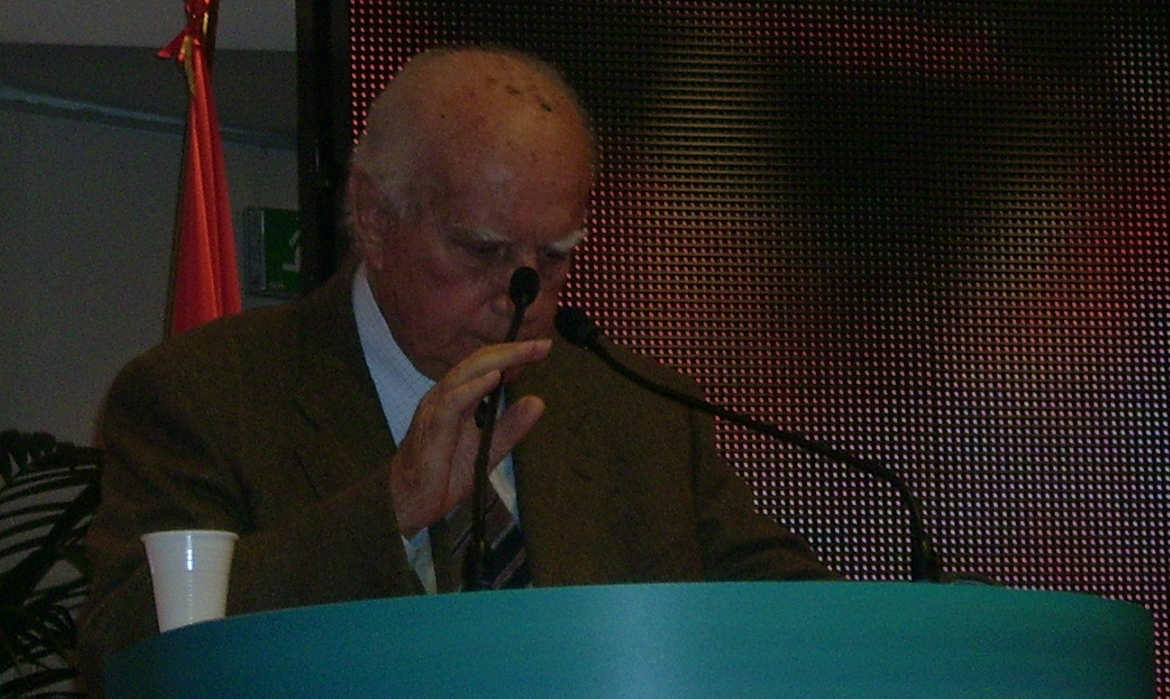
Alfredo Reichlin al Congresso Nazionale della Sinistra Giovanile del 2007

Da segretario regionale del PCI in Puglia fu molto attento alla questione meridionale, alla quale dedicò anche le sue opere Dieci anni di politica meridionale. 1963-1973 (1974) e Classi dirigenti e programmazione in Puglia (1976).
Deputato nazionale fin dal 1968, durante gli anni settanta entrò nella direzione nazionale del partito e collaborò gomito a gomito con Enrico Berlinguer.
In seguito - ritenendo che il compito storico del PCI era stato quello di «conciliare per la prima volta la classe con la nazione e di insegnare alle masse povere intrise di sovversivismo che cos’è la democrazia e perché è interesse degli sfruttati e dei ceti subalterni difendere lo stato democratico» - fu favorevole alle trasformazioni del partito da PCI in Partito Democratico della Sinistra prima, da PDS in Democratici di Sinistra poi, ed infine da DS in Partito Democratico.
Dal 1989 al 1992 fu "Ministro dell'Economia" del governo ombra del Partito Comunista Italiano. Alfredo Reichlin è stato il presidente della commissione per la stesura del "Manifesto dei Valori" del Partito Democratico.
È morto a Roma il 21 marzo 2017.

## Vita privata
Sposato in prime nozze con Luciana Castellina (militante comunista, espulsa nel 1969 per aver aderito al gruppo de Il manifesto), ha avuto due figli: Lucrezia e Pietro, entrambi economisti. Dopo aver divorziato è passato a nuove nozze con Roberta Carlotto, che aveva avuto a sua volta una figlia, Silvia, dal precedente marito.

## Opere
- Dieci anni di politica meridionale. 1963-1973, Roma, Editori Riuniti, 1974
- Mario Alicata intellettuale e dirigente politico, con Carlo Salinari, Aldo Tortorella e Giorgio Amendola, Roma, Editori Riuniti, 1978
- Una nuova frontiera per lo sviluppo. Il PCI e l'imprenditoria diffusa, con altri, Milano, Angeli, 1985
- L'energia del terzo millennio. Le relazioni al seminario di Frattocchie, con altri, Roma, l'Unita, 1987
- Governare il bilancio. Finanza pubblica e politiche fiscali, con altri, Roma, l'Unita, 1988
- Italia e Europa. La sfida dell'unione, con altri, Roma, Effepi, 1996
- Note sul decennio. La sinistra e la crisi della nazione italiana, Milano, Editoriale il Ponte, 2000
- Il silenzio dei comunisti, con Vittorio Foa e Miriam Mafai, Torino, Einaudi, 2002. ISBN 88-06-16353-1
- Ieri e domani. Memoria e futuro della sinistra, Firenze, Passigli, 2002. ISBN 88-368-0728-3
- Riformismo e capitalismo globale. A nuove domande nuove risposte, con Giorgio Ruffolo, Firenze, Passigli, 2003. ISBN 88-368-0782-8
- Il midollo del leone. Riflessioni sulla crisi della politica, Roma-Bari, Laterza, 2010. ISBN 978-88-420-9315-2
- La storia non è finita, Roma, Collana Radar, Castelvecchi Editore, 2016.